# 火尾绿鹛
火尾绿鹛（学名：Myzornis pyrrhoura）为鸦雀科绿鹛属的鸟类。分布于尼泊尔、锡金、不丹、缅甸以及中国大陆的西藏、云南等地，一般栖息于活动于茂密灌丛以及竹林和矮树丛等向阳的地方。该物种的模式产地在尼泊尔。